# Abdel Halim Ali
Abdel Halim Ali (ar. عبد الحليم علي, ur. 24 października 1973 w Asz-Szarkijji) – egipski piłkarz grający na pozycji napastnika.

## Kariera klubowa
Karierę piłkarską Ali rozpoczął w klubie El Sharkia SC. W 1994 roku zadebiutował w jego barwach w pierwszej lidze egipskiej. Grał w nim do 1999 roku i wtedy też odszedł do kairskiego Zamalek Sporting Club. W 2000 roku osiągnął z Zamalekiem swój pierwszy sukces, gdy zdobył Afrykański Puchar Zdobywców Pucharów. W 2001 roku wywalczył swoje pierwsze w karierze mistrzostwo kraju, a w 2002 pierwszy w karierze Puchar Egiptu. W tamtym roku wygrał z Al-Ahly Ligę Mistrzów i Superpuchar Afryki. W 2003 i 2004 roku wywalczył kolejne tytuły mistrzowskie, a w sezonie 2003/2004 z 20 golami został królem strzelców pierwszej ligi egipskiej. W 2008 roku zdobył swój ostatni Puchar Egiptu w karierze, a latem 2009 zakończył ją w wieku 36 lat.

## Kariera reprezentacyjna
W reprezentacji Egiptu Ali zadebiutował 14 listopada 1999 roku w wygranym 1:0 towarzyskim spotkaniu z Namibią. W 2000 roku rozegrał 3 spotkania w Pucharze Narodów Afryki: z Zambią (2:0), z Burkina Faso (4:2 i gol) oraz w ćwierćfinale z Tunezją (0:1). W 2004 roku podczas Pucharu Narodów Afryki był rezerwowym i nie rozegrał żadnego spotkania. Z kolei w 2006 roku był w kadrze Egiptu na Puchar Narodów Afryki 2006. Wywalczył z nim mistrzostwo Afryki, a jego dorobek na tym turnieju to 2 mecze: ćwierćfinał z Demokratyczną Republiką Konga (4:1) i finał z Wybrzeżem Kości Słoniowej (0:0, k. 4:2). Od 1999 do 2006 roku rozegrał w kadrze narodowej 42 mecze, w których strzelił 10 goli.